# 伊奇尼亞
伊奇尼亞（烏克蘭語：Ічня，羅馬化：Ichnia，發音：[ˈit͡ʃnʲɐ] ⓘ）是烏克蘭北部切爾尼戈夫州普里盧基區伊奇尼亚市镇内的城市及其行政中心。距離州府切爾尼戈夫105公里，面積16.16平方公里，2010年人口11,843。